# Lac del Neusa
Le lac del Neusa est un lac de barrage situé dans le département de Cundinamarca, en Colombie. 

## Géographie
Le lac del Neusa est situé à 50 km au nord de la ville de Bogota. Il est bordé par les municipalités de Tausa et Cogua. 
Il a un volume de 102 millions de m3, pour une superficie de 9,55 km2.
Il fait partie, avec les lacs de Tominé et Sisga, d'un système hydrologique destiné à contrôler le débit du río Bogotá.